# Gerrit van Kouwen
Gerrit van Kouwen (De Meern, 5 juli 1963 – 26 januari 2024) was een Nederlandse autocoureur. In de jaren 1982 en 1983 was hij Nederlands kampioen in de formule Ford. Hij won als eerste Nederlander in 1984 het formule Ford festival. Daarna heeft hij enkele jaren in de formule 3 gereden, waarin hij vier overwinningen behaalde.
Van Kouwen overleed op 26 januari 2024 na een kort ziekbed. Hij was 60 jaar oud.